# Искусственный
«Искусственный» (англ. Artificial) — предстоящий комедийно-драматический фильм режиссёра Луки Гуаданьино по сценарию Саймона Рича. Главные роли в фильме исполнят Эндрю Гарфилд и Моника Барбаро.

## Сюжет
Подробности сюжета держатся в тайне, но, источники сообщают, что сюжет фильма будет посвящён периоду работы компании по искусственному интеллекту OpenAI в 2023 году, когда генеральный директор Сэм Альтман был уволен и вновь принят на работу в течение нескольких дней.

## В ролях
- Эндрю Гарфилд — Сэм Альтман
- Моника Барбаро — Мира Мурати
- Айк Баринхольц — Илон Маск
- Юра Борисов — Илья Суцкевер
- Купер Кох
- Купер Хоффман — Грег Брокман
- Джейсон Шварцман
- Билли Лурд
- Зося Мамет

## Производство
В июне 2025 года стало известно, что Лука Гуаданьино станет режиссёром фильма для Amazon MGM Studios по сценарию Саймона Рича, Рич выступит в качестве продюсера вместе с Дэвидом Хейманом, Джеффри Клиффордом и Дженнифер Фокс. Актёрский состав возглавят Эндрю Гарфилд, Моника Барбаро и Юра Борисов. В июле к актёрскому составу присоединились Купер Кох, Купер Хоффман и Джейсон Шварцман, Айк Баринхольц сыграет роль Илона Маска. Билли Лурд и Зося Мамет присоединились в следующем месяце.
Съёмки начались 30 июля в Сан-Франциско и Италии.
Права на кинопрокат фильма приобрела компания Amazon MGM Studios.